# Nanasipau'u Tuku'aho
Nanasipauʻu Tukuʻaho (Heuifanga Nanasipauʻu Vaea; Nukualofa, 8 de marzo de 1954) es la reina consorte de Tonga, tras la ascensión al trono de su esposo y primo segundo, Tupou VI, el 18 de marzo de 2012. Su primogénito, el príncipe Tupouto'a 'Ulukalala, es el heredero al trono.

## Biografía
La Honorable Heuifanga Nanasipauʻu Vaea nació el 8 de marzo de 1954 como una de las seis hijas del matrimonio compuesto por Siaosi Tu'ihala'Alipate Vaea Tupou, que se había desempeñado como primer ministro entre 1991 y 2000, y de su esposa, Tuputupukipulotu Lausiʻi.

## Matrimonio y descendencia
Nanasipauʻu Tukuʻaho está casada con su primo segundo, Tupou VI, que entonces era Príncipe de Tonga (no heredero). Contrajeron matrimonio en la Capilla Real de Nukuʻalofa, el 11 de diciembre de 1982.
Su ceremonia de coronación tuvo lugar el 4 de julio de 2015.
El matrimonio ha tenido tres hijos.
- Su Alteza Real la Princesa Lātūfuipeka Tukuʻaho - ’Angelika Lātūfuipeka Hala’evalu Mata’aho Napua’okalani Tuku’aho (nacida el 17 de noviembre de 1983  en Nukuʻalofa). 
 Sustituyó a su padre como Alto Comisionado de Tonga para Australia cuando éste ascendió al trono.
- Su Alteza Real el Príncipe Heredero Tupoutoʻa ʻUlukalala - Siaosi Manumataongo ʻAlaivahamamaʻo ʻAhoʻeitu Konstantin Tukuʻaho (nacido el 17 de septiembre de 1985 en Nukuʻalofa).
 Contrajo matrimonio en la Iglesia Metodista Centenaria de Nukuʻalofa el 12 de julio de 2012 con su doble prima segunda, La Honorable Sinaitakala Fakafānua, hija de El Honorable Dr. Kinikinilau Fakafānua, VII Noble Fakafānua, y de su esposa, la Princesa ʻOfeina de Tonga, Lady Fakafānua, ambos primos hermanos del Rey Tupou VI.[2][3] Tienen un hijo en común:
  - Su Alteza Real el Príncipe Taufaʻahau Manumataongo - Taufa’ahau Manumataongo Tuku’aho (nacido el 10 de mayo de 2013 en Auckland).
  - Su Alteza Real la Princesa Halaevalu Mataʻaho Tukuʻaho (nacida el 14 de julio de 2014 en Auckland).
  - Su Alteza Real la Princesa Nanasipauʻu Eliana Tukuʻaho (nacida el 20 de marzo de 2018 en Auckland).
  - Su Alteza Real la Princesa Salote Mafileʻo Pilolevu (nacida el 25 de febrero de 2021 en Canberra).
- Su Alteza Real el Príncipe Ata - Viliami ʻUnuaki-ʻo-Tonga Mumui Lalaka-Mo-e-ʻEiki Tukuʻaho (nacido el 27 de abril de 1988 en Nukuʻalofa). Sucedió a su padre en el título de Príncipe Ata cuando éste ascendió al trono.

## Patronazgos
- Patrona del Centro de la Mujer y del Niño.
- Patrona de la Asociación Tongana Cristiana de Mujeres (YWCA).
- Patrona del Centro de Concienciación sobre el Alcohol y las Drogas.
- Patrona de la Comisión de Mujeres del Distrito Hihifo.
- Presidenta de la Asociación de Antiguas Alumnas del Queen Salote College.
- Presidenta de la Comisión para la Preservación y Revitalización Lakalaka desde 2004.
- Presidenta de la Asociación Panpacífica y del sudeste asiático de la Mujer (PPSEAWA) desde 2001.
- Miembro de Honor de la Asociación de Historia de Tonga.
- Miembro de Honor de la Asociación de Investigación de Tonga.
- Miembro del Comité Ejecutivo Tongano de la Asociación Panpacífica y del sudeste asiático de la Mujer (PPSEAWA).
- Presidenta del Consejo Nacional para las Mujeres de Tonga (desde 2017).
- Presidenta de la Cruz Roja Tongana [TRCS] (desde 2017).

## Colaboraciones literarias
- Kaeppler, A.L.; Taumoefolau, M.; Tukuʻaho, N., & Wood-Ellem, E. (2004): Songs and poems of Queen Salote. ISBN 978-982-213-008-9

## Títulos y estilos
| ● 8 de marzo de 1954-11 de diciembre de 1982:   | La honorable Heuifanga Nanasipauʻu Vaea                           |
| ● 11 de diciembre de 1982-9 de octubre de 2006: | Su alteza real la princesa Nanasipauʻu Tukuʻaho de Tonga.         |
| ● 10 de septiembre de 2006-18 de marzo de 2012: | Su alteza real la princesa heredera Nanasipauʻu Tukuʻaho de Tonga |
| ● 18 de marzo de 2012-presente:                 | Su Majestad la reina de Tonga                                     |

## Distinciones honoríficas

### Distinciones honoríficas tonganas
- Medalla Conmemorativa del Jubileo de Tupou IV (04/07/1992).[1]
- Medalla Conmemorativa de la Coronación de Jorge Tupou V (01/08/2008).[1]
- Miembro de la Real Orden Familiar del Rey Jorge Tupou V (01/08/2011).[1]
- Dama Gran Cruz con Collar de la Ilustrísima Orden de la Reina Sālote Tupou III (30/06/2015).[1][4]
- Medalla Conmemorativa de la Coronación del Rey Tupou VI (04/07/2015).[1]

## Ancestros
|  |                                                     |  |  |  |  |  |  |  |  |  |  |  |  |  |  |  |
|  | 16. Siaosi Fatafehi Toutaitokotaha                  |  |  |  |  |  |  |  |  |  |  |  |  |  |  |  |
|  |                                                     |  |  |  |  |  |  |  |  |  |  |  |  |  |  |  |
|  |                                                     |  |  |  |  |  |  |  |  |  |  |  |  |  |  |  |
|  | 8. Rey Jorge Tupou II de Tonga                      |  |  |  |  |  |  |  |  |  |  |  |  |  |  |  |
|  |                                                     |  |  |  |  |  |  |  |  |  |  |  |  |  |  |  |
|  |                                                     |  |  |  |  |  |  |  |  |  |  |  |  |  |  |  |
|  | 17. ʻElisiva Fusipala Taukiʻonetuku                 |  |  |  |  |  |  |  |  |  |  |  |  |  |  |  |
|  |                                                     |  |  |  |  |  |  |  |  |  |  |  |  |  |  |  |
|  |                                                     |  |  |  |  |  |  |  |  |  |  |  |  |  |  |  |
|  | 4. Vīlai Tupou                                      |  |  |  |  |  |  |  |  |  |  |  |  |  |  |  |
|  |                                                     |  |  |  |  |  |  |  |  |  |  |  |  |  |  |  |
|  |                                                     |  |  |  |  |  |  |  |  |  |  |  |  |  |  |  |
|  | 18. ʻIsileli Tupou                                  |  |  |  |  |  |  |  |  |  |  |  |  |  |  |  |
|  |                                                     |  |  |  |  |  |  |  |  |  |  |  |  |  |  |  |
|  |                                                     |  |  |  |  |  |  |  |  |  |  |  |  |  |  |  |
|  | 9. Tupou Moheofo                                    |  |  |  |  |  |  |  |  |  |  |  |  |  |  |  |
|  |                                                     |  |  |  |  |  |  |  |  |  |  |  |  |  |  |  |
|  |                                                     |  |  |  |  |  |  |  |  |  |  |  |  |  |  |  |
|  | 19. Lavinia Veiongo Mahanga                         |  |  |  |  |  |  |  |  |  |  |  |  |  |  |  |
|  |                                                     |  |  |  |  |  |  |  |  |  |  |  |  |  |  |  |
|  |                                                     |  |  |  |  |  |  |  |  |  |  |  |  |  |  |  |
|  | 2. Barón Vaea de Houma                              |  |  |  |  |  |  |  |  |  |  |  |  |  |  |  |
|  |                                                     |  |  |  |  |  |  |  |  |  |  |  |  |  |  |  |
|  |                                                     |  |  |  |  |  |  |  |  |  |  |  |  |  |  |  |
|  | 20. Solome Kulikefu, XI Noble Vaea                  |  |  |  |  |  |  |  |  |  |  |  |  |  |  |  |
|  |                                                     |  |  |  |  |  |  |  |  |  |  |  |  |  |  |  |
|  |                                                     |  |  |  |  |  |  |  |  |  |  |  |  |  |  |  |
|  | 10. Siosaia Pauʻuvale Loloaʻatonga, XIII Noble Vaea |  |  |  |  |  |  |  |  |  |  |  |  |  |  |  |
|  |                                                     |  |  |  |  |  |  |  |  |  |  |  |  |  |  |  |
|  |                                                     |  |  |  |  |  |  |  |  |  |  |  |  |  |  |  |
|  | 21. Finau Fekita                                    |  |  |  |  |  |  |  |  |  |  |  |  |  |  |  |
|  |                                                     |  |  |  |  |  |  |  |  |  |  |  |  |  |  |  |
|  |                                                     |  |  |  |  |  |  |  |  |  |  |  |  |  |  |  |
|  | 5. La Honorable Tupouseini Manumatavai Vaea         |  |  |  |  |  |  |  |  |  |  |  |  |  |  |  |
|  |                                                     |  |  |  |  |  |  |  |  |  |  |  |  |  |  |  |
|  |                                                     |  |  |  |  |  |  |  |  |  |  |  |  |  |  |  |
|  | 22. Filipe Taufa Tongilava                          |  |  |  |  |  |  |  |  |  |  |  |  |  |  |  |
|  |                                                     |  |  |  |  |  |  |  |  |  |  |  |  |  |  |  |
|  |                                                     |  |  |  |  |  |  |  |  |  |  |  |  |  |  |  |
|  | 11. Kalolaine Tongilava                             |  |  |  |  |  |  |  |  |  |  |  |  |  |  |  |
|  |                                                     |  |  |  |  |  |  |  |  |  |  |  |  |  |  |  |
|  |                                                     |  |  |  |  |  |  |  |  |  |  |  |  |  |  |  |
|  | 23. Seluvaia Tupouʻuluiki                           |  |  |  |  |  |  |  |  |  |  |  |  |  |  |  |
|  |                                                     |  |  |  |  |  |  |  |  |  |  |  |  |  |  |  |
|  |                                                     |  |  |  |  |  |  |  |  |  |  |  |  |  |  |  |
|  | 1. Nanasipauʻu Tukuʻaho, Reina consorte de Tonga    |  |  |  |  |  |  |  |  |  |  |  |  |  |  |  |
|  |                                                     |  |  |  |  |  |  |  |  |  |  |  |  |  |  |  |
|  |                                                     |  |  |  |  |  |  |  |  |  |  |  |  |  |  |  |
|  | 24. Finau Filimoeʻuli, V Noble Maʻafu               |  |  |  |  |  |  |  |  |  |  |  |  |  |  |  |
|  |                                                     |  |  |  |  |  |  |  |  |  |  |  |  |  |  |  |
|  |                                                     |  |  |  |  |  |  |  |  |  |  |  |  |  |  |  |
|  | 12. Siotame Fakatulolo, VI Noble Maʻafu             |  |  |  |  |  |  |  |  |  |  |  |  |  |  |  |
|  |                                                     |  |  |  |  |  |  |  |  |  |  |  |  |  |  |  |
|  |                                                     |  |  |  |  |  |  |  |  |  |  |  |  |  |  |  |
|  | 25. ʻAne Nanasi Kioa                                |  |  |  |  |  |  |  |  |  |  |  |  |  |  |  |
|  |                                                     |  |  |  |  |  |  |  |  |  |  |  |  |  |  |  |
|  |                                                     |  |  |  |  |  |  |  |  |  |  |  |  |  |  |  |
|  | 6. Siosaia Siotame Lausiʻi, VII Noble Maʻafu        |  |  |  |  |  |  |  |  |  |  |  |  |  |  |  |
|  |                                                     |  |  |  |  |  |  |  |  |  |  |  |  |  |  |  |
|  |                                                     |  |  |  |  |  |  |  |  |  |  |  |  |  |  |  |
|  | 13. Teisa Vaka Sateki                               |  |  |  |  |  |  |  |  |  |  |  |  |  |  |  |
|  |                                                     |  |  |  |  |  |  |  |  |  |  |  |  |  |  |  |
|  |                                                     |  |  |  |  |  |  |  |  |  |  |  |  |  |  |  |
|  | 3. La Honorable Tuputupukipulotu Lausiʻi            |  |  |  |  |  |  |  |  |  |  |  |  |  |  |  |
|  |                                                     |  |  |  |  |  |  |  |  |  |  |  |  |  |  |  |
|  |                                                     |  |  |  |  |  |  |  |  |  |  |  |  |  |  |  |
|  | 28. Sunia ʻAkaveka Mafileʻo                         |  |  |  |  |  |  |  |  |  |  |  |  |  |  |  |
|  |                                                     |  |  |  |  |  |  |  |  |  |  |  |  |  |  |  |
|  |                                                     |  |  |  |  |  |  |  |  |  |  |  |  |  |  |  |
|  | 14. Sione Lamipeti Mafileʻo                         |  |  |  |  |  |  |  |  |  |  |  |  |  |  |  |
|  |                                                     |  |  |  |  |  |  |  |  |  |  |  |  |  |  |  |
|  |                                                     |  |  |  |  |  |  |  |  |  |  |  |  |  |  |  |
|  | 29. Fanetupou Vavaʻu                                |  |  |  |  |  |  |  |  |  |  |  |  |  |  |  |
|  |                                                     |  |  |  |  |  |  |  |  |  |  |  |  |  |  |  |
|  |                                                     |  |  |  |  |  |  |  |  |  |  |  |  |  |  |  |
|  | 7. ʻAnaukihesina Lamipeti                           |  |  |  |  |  |  |  |  |  |  |  |  |  |  |  |
|  |                                                     |  |  |  |  |  |  |  |  |  |  |  |  |  |  |  |
|  |                                                     |  |  |  |  |  |  |  |  |  |  |  |  |  |  |  |
|  | 30. Tevita Taʻofikaetau Tapueluelu                  |  |  |  |  |  |  |  |  |  |  |  |  |  |  |  |
|  |                                                     |  |  |  |  |  |  |  |  |  |  |  |  |  |  |  |
|  |                                                     |  |  |  |  |  |  |  |  |  |  |  |  |  |  |  |
|  | 15. ʻAlilia Funakitoutai Tapueluelu                 |  |  |  |  |  |  |  |  |  |  |  |  |  |  |  |
|  |                                                     |  |  |  |  |  |  |  |  |  |  |  |  |  |  |  |
|  |                                                     |  |  |  |  |  |  |  |  |  |  |  |  |  |  |  |
|  | 31. Siutiti ʻAfuhaʻapai Luani                       |  |  |  |  |  |  |  |  |  |  |  |  |  |  |  |
|  |                                                     |  |  |  |  |  |  |  |  |  |  |  |  |  |  |  |
|  |                                                     |  |  |  |  |  |  |  |  |  |  |  |  |  |  |  |

| Predecesor: Halaevalu Mataʻaho ʻAhomeʻe | Reina consorte de Tonga 18 de marzo de 2012-presente | Sucesor: En el cargo |